# Міколайова
Міколайова (пол. Mikołajowa, нім. Niklasdorf) — село в Польщі, у гміні Ґродкув Бжезького повіту Опольського воєводства.
Населення — 115 осіб (2011).

## Демографія
Демографічна структура станом на 31 березня 2011 року:
|          | Загалом | Допрацездатний вік | Працездатний вік | Постпрацездатний вік |
| -------- | ------- | ------------------ | ---------------- | -------------------- |
| Чоловіки | 63      | 12                 | 45               | 6                    |
| Жінки    | 52      | 13                 | 27               | 12                   |
| Разом    | 115     | 25                 | 72               | 18                   |